# Nelima valida
Nelima valida is een hooiwagen uit de familie Sclerosomatidae.